# Aleta caudal

Lampanyctodes hectoris

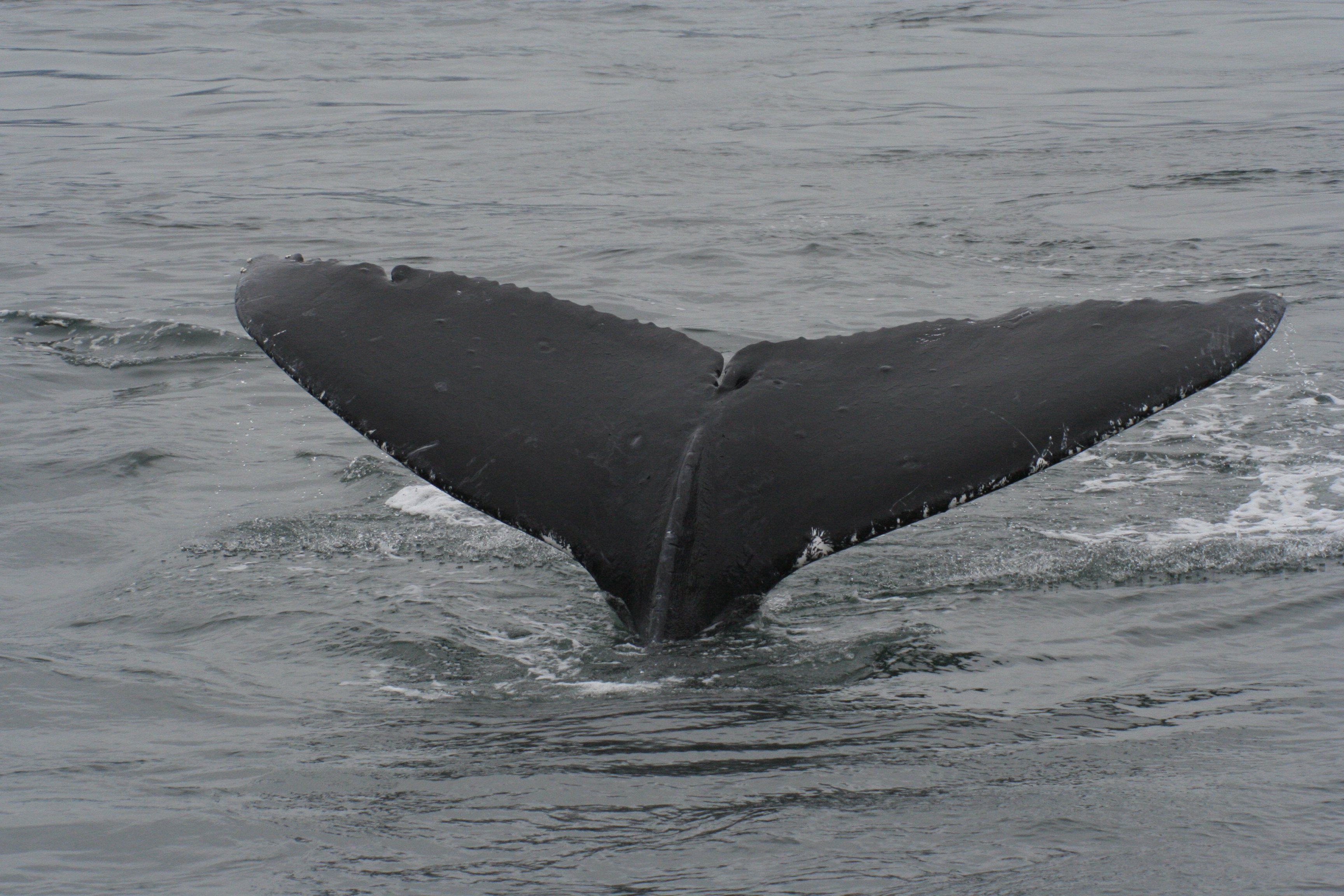
L'aleta caudal d'una iubarta.

Una aleta caudal és una aleta imparella localitzada a l'extrem més caudal de l'animal nedador, la seva cua. Se situa sobre uns radis articulats a les darreres vèrtebres, en especial en el pigostil, l'últim os vertebral. És l'única de les aletes amb una funció veritablement impulsora, tot i que també actua com a timó per poder fer girs.
Habitualment és l'aleta més desenvolupada de l'animal. Compta amb una gran varietat de formes, i pot tenir disposició longitudinal o transversal. No és igual en tots els animals nedadors; alguns grups, com els extints ictiosaures, o els peixos, tenien una aleta caudal vertical que els permetia nedar mitjançant un moviment horitzontal de la cua. En altres, com els cetacis, en els quals la cua es transforma en una aleta caudal sense esquelet, l'aleta caudal és horitzontal, i el moviment natatori és vertical.